# Jörg Lederer
Pour les articles homonymes, voir Lederer.

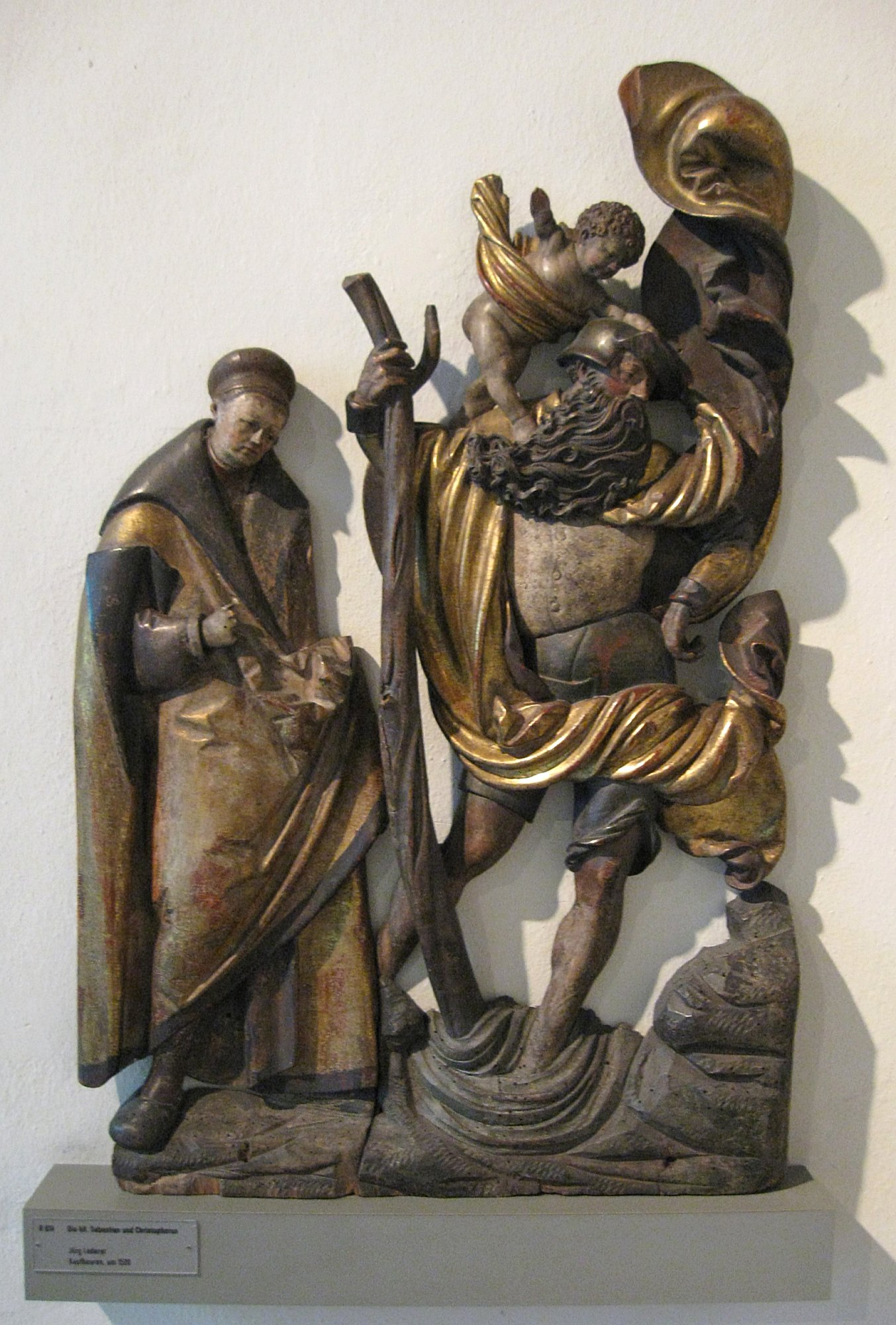
Saints Sébastien et Christophe, vers 1520, Bayerisches Nationalmuseum.

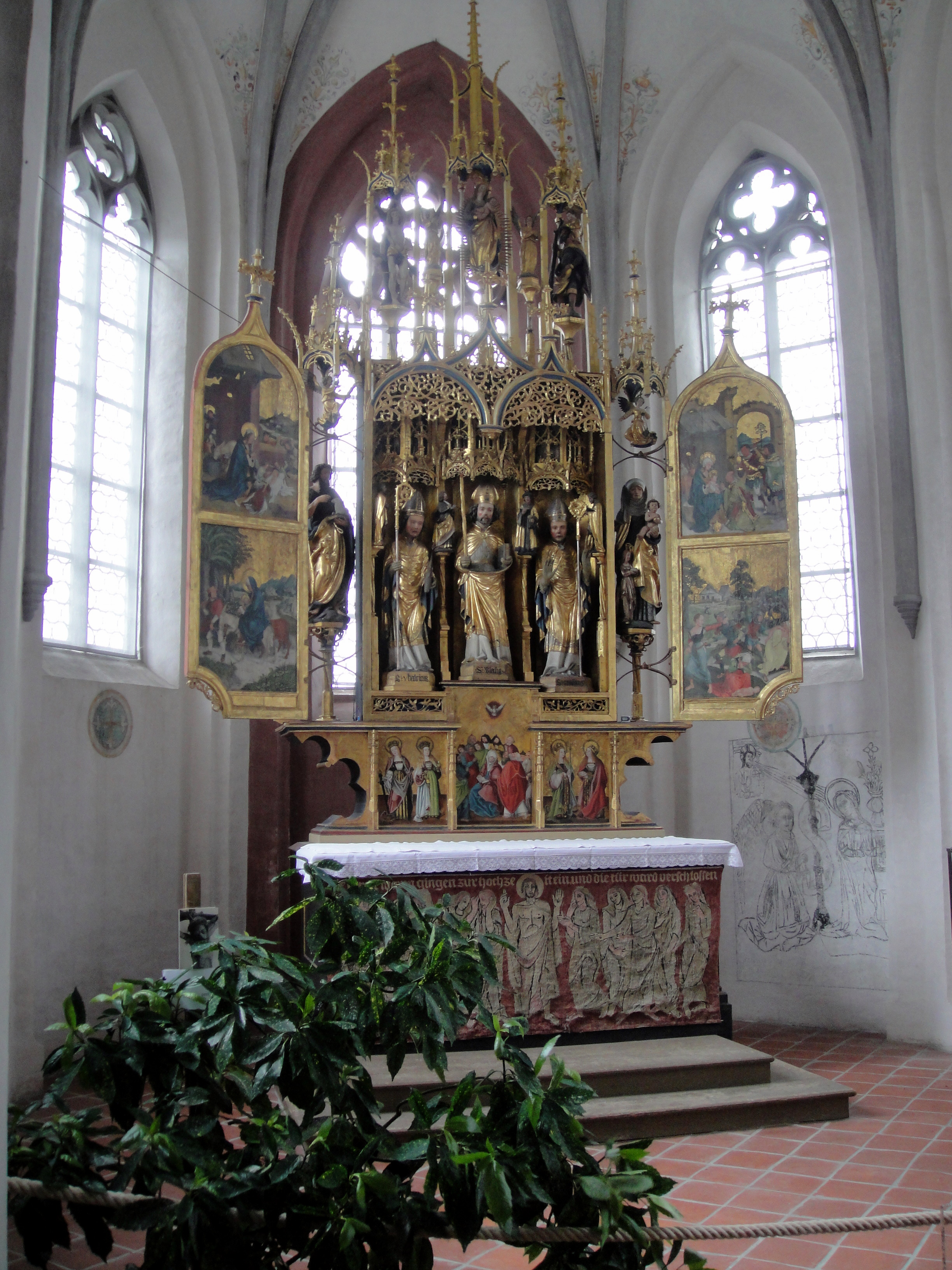
Maître-autel de l'église Saint-Blaise de Kaufbeuren

Jörg Lederer (né vers 1470 à Füssen ou Kaufbeuren, mort vers 1550 à Kaufbeuren) est un sculpteur allemand.

## Biographie
On sait peu de choses de la vie de Jörg Lederer. Sa première mention dans des actes administratifs date du 12 juin 1499. Ces documents parlent de Füssen comme lieu de naissance et de relations dans le val Venosta, travaillant pour les caves de l'abbaye Saint-Magne de Füssen.
Il aurait fait son apprentissage à Kaufbeuren auprès de Konrad Köppel ou de Jakob Bentelin. Son style laisse penser à un voyage auprès des maîtres de l'école d'Ulm, dont les sculptures de Jörg Syrlin l'Ancien et Jörg Syrlin le Jeune (de) à Bingen am Rhein ont eu une forte influence sur lui.
En 1499, il se fait appeler « maître » par les habitants de Füssen. Il y a vécu au moins vingt-cinq ans et s'y marie. Ensuite Lederer va à Kaufbeuren, où il reprend entre 1500 et 1507 un atelier de sculpture avec plusieurs maîtres associés et des compagnons. Il livre des sculptures jusqu'en Tyrol du Sud et en Savoie.
Lors des deux dernières décennies de sa vie, on connaît peu d'œuvres de sa part. On pense qu'il était pris par ses fonctions.

## Œuvres
- Diverses œuvres dans le château de Füssen (de).
- 1515: Polyptyque dans l'église de Resia, aujourd'hui à Budapest.
- 1515: Nativité, aujourd'hui dans le musée d'Ulm (de).
- Vers 1515: Statue de la Vierge à l'enfant et de Sainte-Anne dans le monastère fransiscain de Reutte (de)
- 1517: Polyptyque, église Saint-Martin de Göflan, aujourd'hui dans Silandro.
- 1518: Polyptyque, église de l'hôpital de Laces.
- 1518: Maître-autel et statue de Saint-Jean, église Saint-Blaise de Kaufbeuren (de).
- 1519: Autel de l'église Notre-Dame-et-Saint-Josse de Bad Hindelang.
- 1520: Madone au croissant, église Saint-Georges d'Auerberg (de) (Bernbeuren).
- 1523: Polyptyque, église de Parcines, dispersé aujourd'hui avec l'église de l'hôpital de Merano.
- 1525: Polyptyque, église de Nauders (panneaux aujourd'hui au musée diocésain de Bressanone (de))
- Christ portant la Croix dans l'église Saint-Laurent de Kempten (de).